# Sebastiano Schweitzer
Sebastiano Schweitzer (* 6. September 1995 in Frankfurt am Main) ist ein deutscher Schauspieler.

## Leben
Schweitzer ist Sohn einer deutschen Mutter und eines italienischen Vaters und wuchs im Hochtaunuskreis nördlich von Frankfurt am Main auf. Nach seinem Abitur zog er mit 18 Jahren nach Berlin.
Nach mehreren Moderations- und Sprachtrainings u. a. bei der Berliner Moderatorenschule KWM, geleitet von der deutschen Moderatorin Kathy Weber, bekannt aus dem täglichen Magazin Abenteuer Leben (Kabel1), startete Schweitzer eine Moderationslaufbahn online für verschiedene Produktionen. Unter anderem war er für die deutsche Telekom Medien AG in Deutschland unterwegs und berichtete über grüne, umweltbewusste Lebensweisen und Technologien. 2015 startete seine Tätigkeit bei Wirtschaft TV. Dort moderiert er u. a. das Börsenlexikon, bei welchem er jungen Leuten alles rund um das Thema Börse und Aktien erklärt.
Zum ersten Mal im landesweiten Fernsehen konnte man Schweitzer bei dem Morgenmagazin Sat.1 Frühstücksfernsehen 2015 sehen. Dort war er als Reporter tätig und berichtete als Talkgast live im Studio. Seit 2017 steht er für Super RTL als Moderator vor der Kamera und gehört zu den Moderatoren des Programmfensters Toggo. Neben weiteren Moderatoren wie z. B. Vanessa Meisinger, moderiert er das Sommerferienprogramm und die Quizshow ’’Aaaah-Das Achterbahnquiz’’ aus dem Europapark in Rust.

## Filmografie
- 2024: Hijack 2 (Streaming-Serie)
- 2024: Das Küstenrevier (Fernsehserie)
- 2023: Hart Fragil (Kurzfilm)

## Moderation
- 2017: Ferienspaß, Super RTL
- 2017: Aaaah! – Das Achterbahnquiz, Super RTL
- 2017: Tradegate – Börsenlexikon, Inside-Wirtschaft
- 2016: Börsenlexikon, Wirtschaft TV
- 2015–2016: Business Travel, Wirtschaft TV
- 2015: Sat.1-Frühstücksfernsehen, On-Air-Reporter, Sat.1